# 샤크티

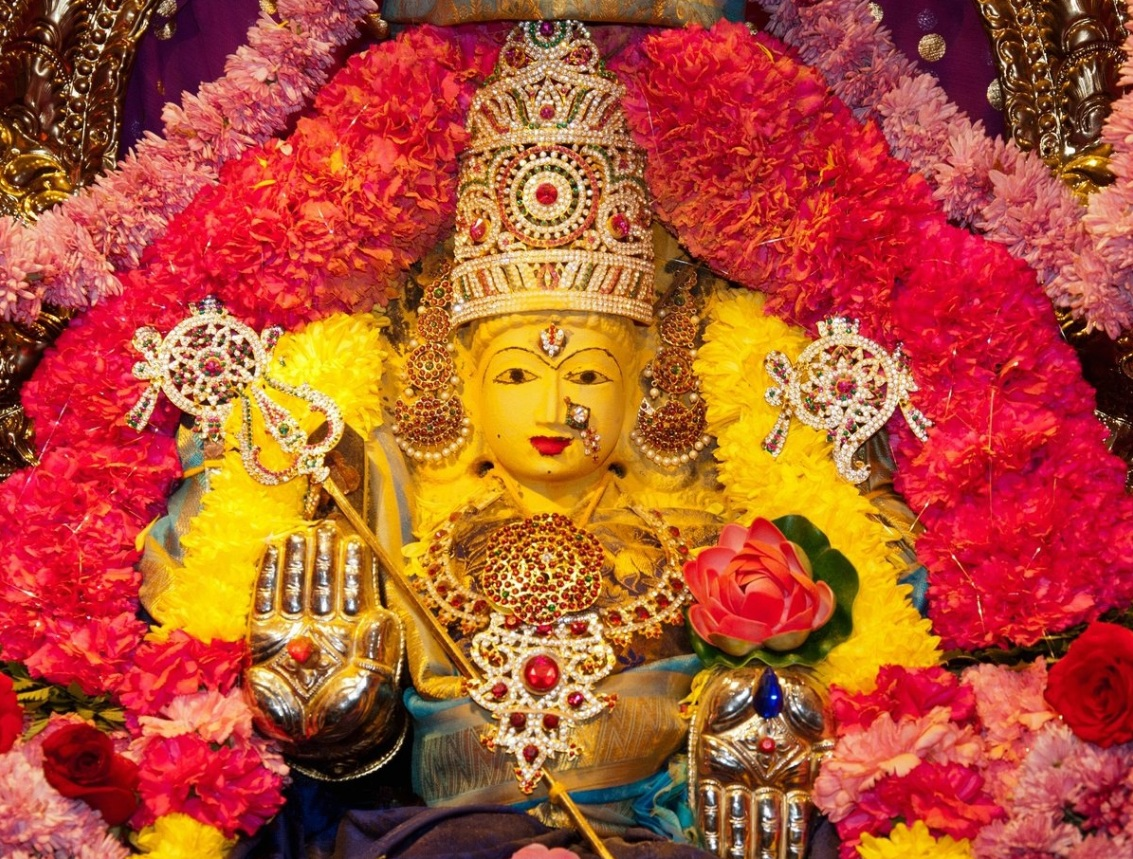
샤크티

샤크티(산스크리트어: शक्ति)는 신성(神聖)한 힘 또는 신성한 권능이라는 문맥에서 "할 수 있는" 또는 "능력이 있는"을 뜻하는 산스크리트어 "샥(Śak)"으로부터 유래한 낱말로, 힌두교에서 우주 전체를 관통하여 흐르고 있다고 여기는 우주의 활동적인 힘 또는 에너지를 지칭하는 낱말이다. 서양에서는 흔히 단순히 에너지(Energy) 또는 파워(Power)라고 번역되기도 하는데, 보다 자세히는 "우주적 원초 에너지(Primordial cosmic energy)"라고 번역된다.
샤크티는 철학적 측면에서는 우주의 여성적 창조력을 뜻하는 개념이며, 인격화 또는 의인화된 신으로서 신앙과 숭배의 대상이라는 종교적 측면에서는 마하데비 또는 아디파라 샤크티라고도 불린다. 힌두교의 가르침에 따르면, 샤크티는 물질 우주에서 여성체, 여성적 창조성, 여성적 풍부함 또는 여성의 생식력을 통해 가장 잘 드러난다. 이런 면에서 샤크티는 한자로 성력(性力)이라고 번역되기도 한다. 샤크티는 또한 물질 우주의 남성체 속에도 존재하는데 여성체에 비할 때 잠재적이며 비현현된 형태로 존재한다.
샤크티는 창조에만 관여하는 것이 아니라 모든 변화의 대리자이기도 하다. 샤크티는 우주적 존재(cosmic existence)이면서 또한 우주적 자유(cosmic liberation)이기도 한데, 샤크티의 여러 형태 중 가장 중요한 것은 신비한 심령적-영적(psychospiritual) 에너지 인 쿤달리니 샤크티(Kundalini Shakti)로서의 모습이다. 카슈미르 시바파(Kashmir Shaivism)의 교의에 따르면, 샤크티는 스바탄트리야(Svātantrya · 自在)의 상태에서 존재하고 있다. 즉, 자신의 근원인 지고자 그 자신에 의존하는 것외에는 현상 또는 실제로서의 우주의 그 무엇으로부터도 독립된 상태이면서도 또한 현상 또는 실제로서의 우주가 존재하고 있는 상태에서는 그 우주 전체와 상호의존하고 있는 상태라는, 다소 모순으로도 들릴 수 있는 어법으로만 표현 가능한 상태에 있다.
주요 힌두교 종파 중의 하나인 샤크티파 힌두교에서는 샤크티를 지고자(Supreme Being)로 숭배한다. 그러나 시바파와 비슈누파 같은 다른 힌두교 종파에서는 샤크티를 푸루샤(Purusha)의 활성화된 여성 에너지인 프라크리티(Prakriti)라고 본다. 이때 비슈누파 힌두교의 관점에서는 비슈누가 푸루샤의 지위에 있으며, 시바파 힌두교의 관점에서는 시바가 푸루샤의 지위에 있다. 그리고 비슈누의 여성적 반쪽 또는 배우자 여신은 락슈미(Lakshmi)라고 불리며 시바의 여성적 반쪽 또는 배우자 여신은 파르바티(Parvati)라고 불린다.

## 참고 문헌
- Datta, Reema and Lowitz, Lisa (2005). 《Sacred Sanskrit Words》. Berkeley: Stonebridge Press.
- Feuerstein, Georg (2000). 《The Shambhala Encyclopedia of Yoga》. Boston: Shambhala Publications.
- Tiwari, Bri. Maya (2002). 《The Path of Practice: A Woman's Book of Ayurvedic Healing》. Motilal Banarsidass Press.